# Observador de artilharia

Observadores de artilharia em ação na Segunda Guerra Mundial, na Ilha de Iwo Jima, em fevereiro de 1945.

Um observador de artilharia ou observador avançado (em inglês:  spotter), na terminologia militar é o responsável por direcionar o fogo de artilharia e morteiros, geralmente para alvos de oportunidade. 
Devido ao fato de que a artilharia é um sistema de arma de fogo indireto, as armas raramente estão em posição de visualizar os alvos, na verdade, em geral elas se encontram a quilômetros de distância. O observador serve como "olhos" das armas, enviando a localização dos alvos, e se necessário correções para que os projéteis atinjam os alvos, em geral por rádio.